# Frau-Holle-Pfad

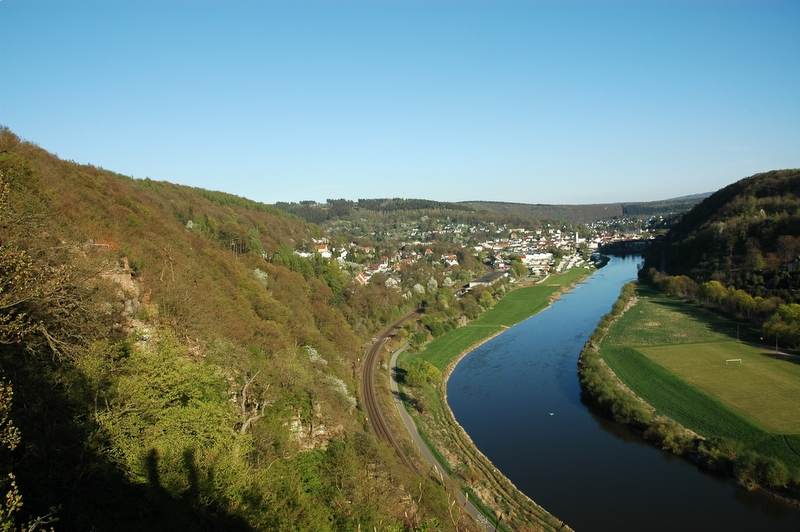
Bad Karlshafen:
Start des Frau-Holle-Pfads

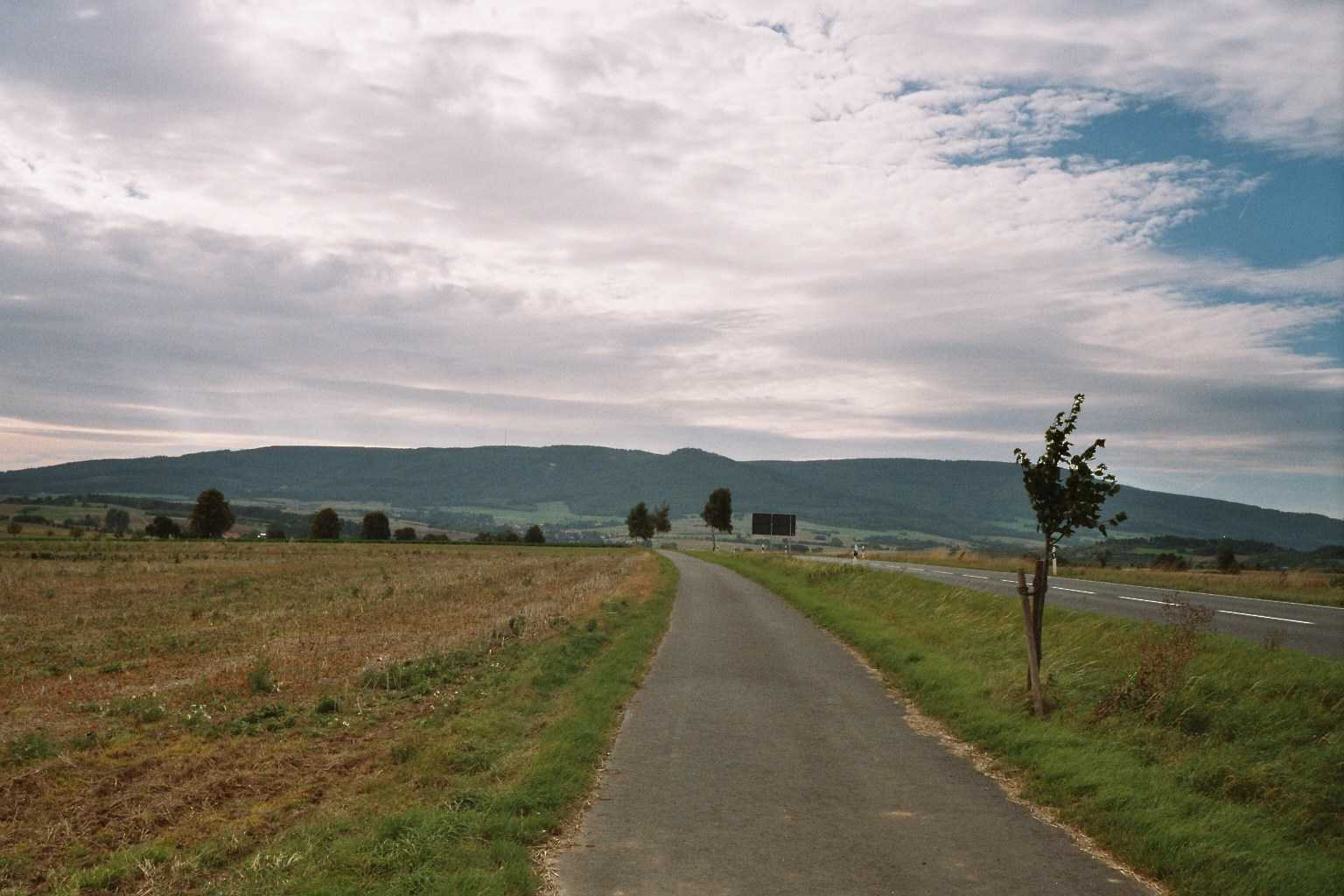
Hoher Meißner von Weidenhausen betrachtet

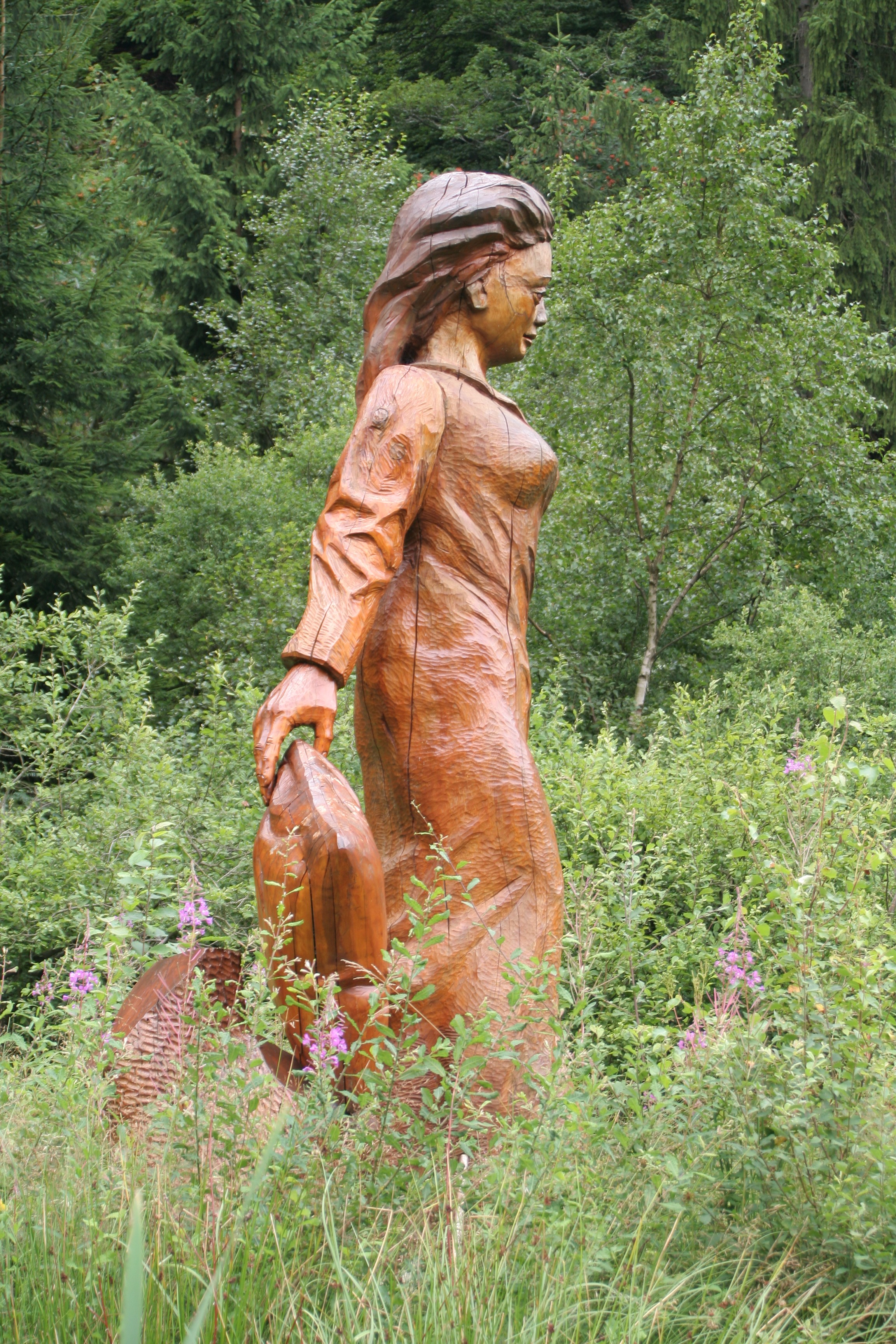
Hoher Meißner: Hölzerne Frau-Holle-Statue am Frau-Holle-Teich

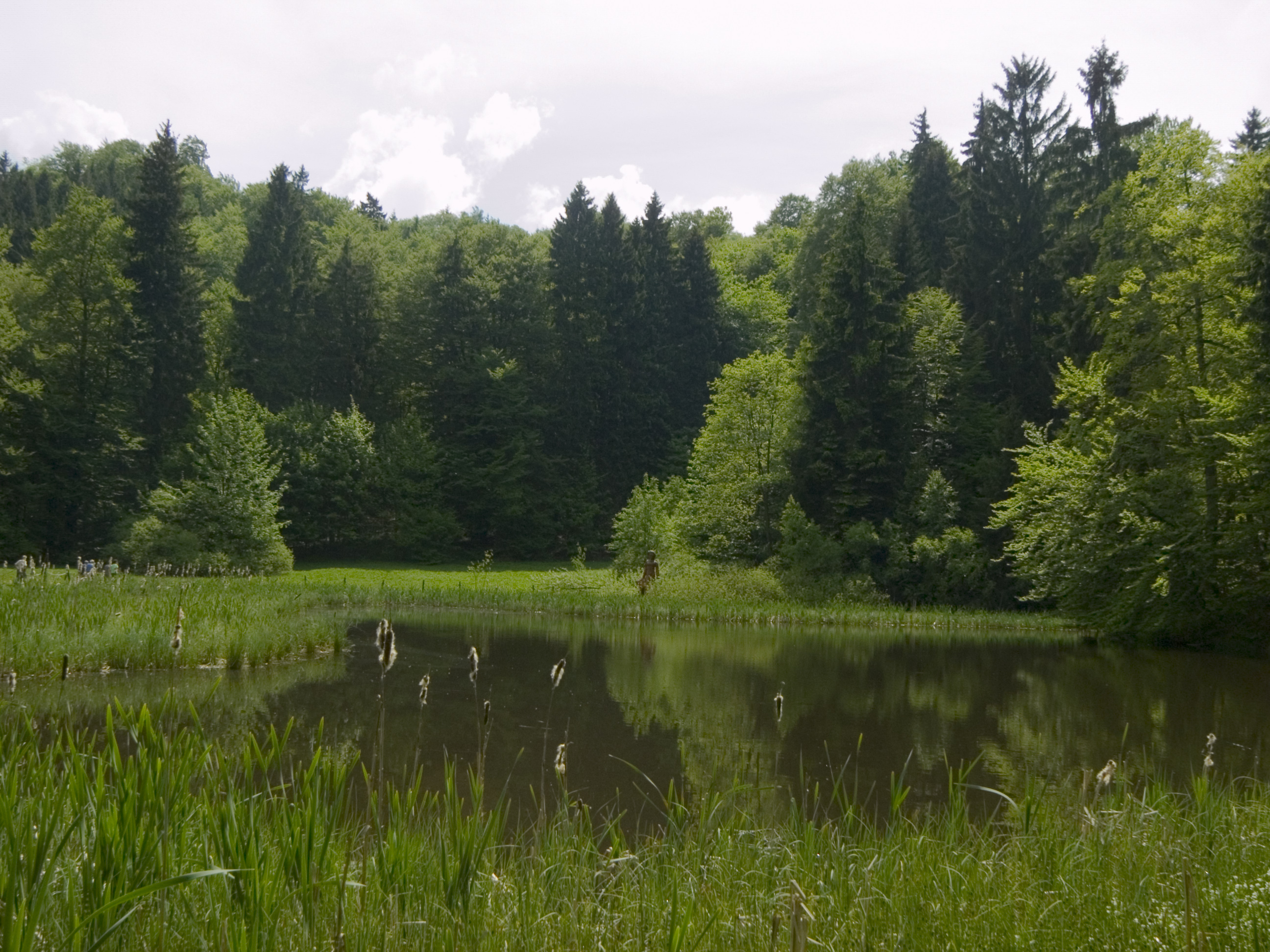
Frau-Holle-Teich: der Sage nach Eingang in Frau Holles Anderswelt

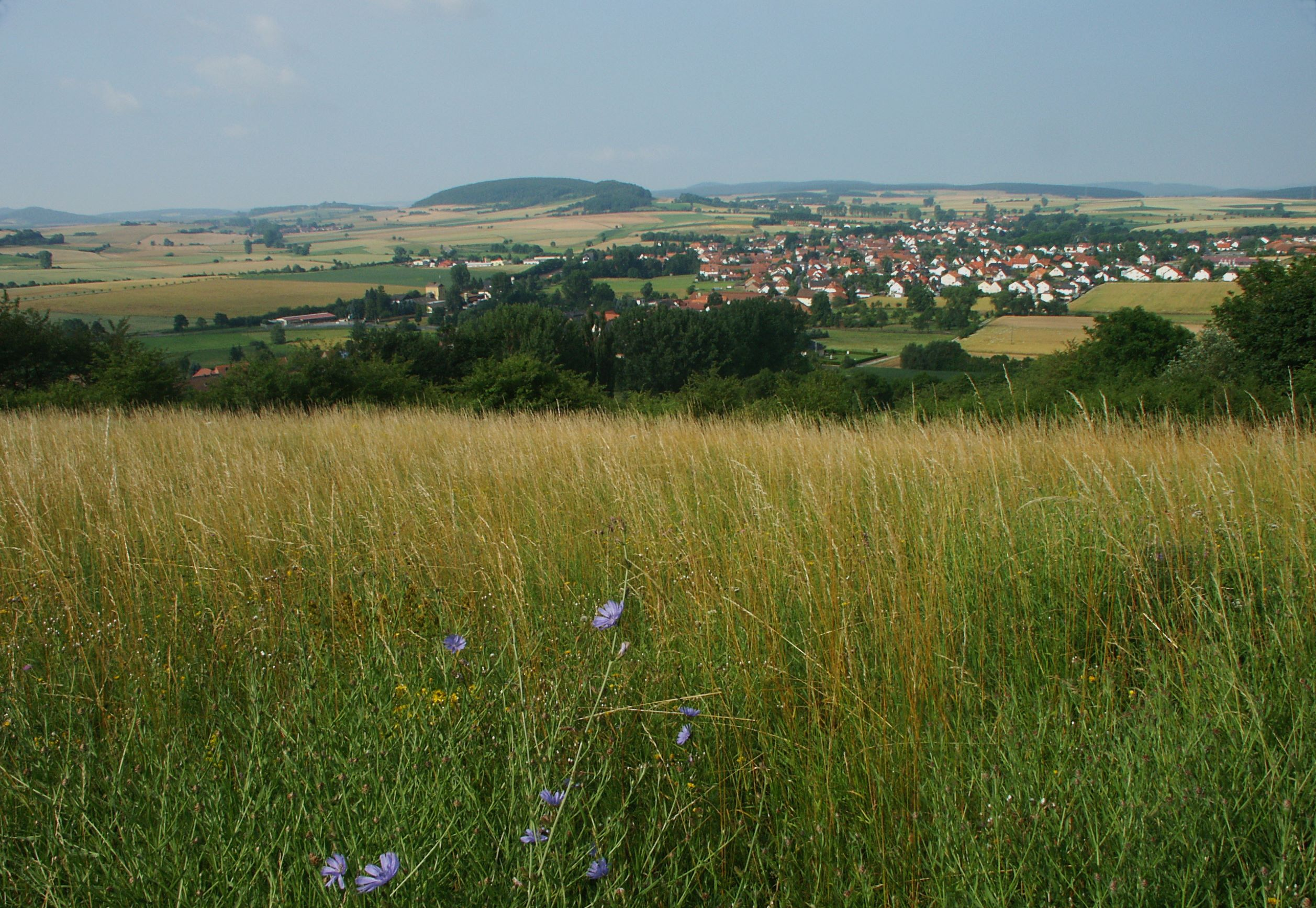
Schenklengsfeld:
Ende des Frau-Holle-Pfads

Der Frau-Holle-Pfad (Wanderzeichen X4) ist ein etwa 185 km langer Durchgangs- bzw. Fernwanderweg in Nordhessen und Südniedersachsen (Deutschland), der von Bad Karlshafen unter anderem im Reinhardswald, Bramwald, Kaufunger Wald, Stölzinger Gebirge, Richelsdorfer Gebirge und in der Kuppenrhön nach Schenklengsfeld verläuft. Er verbindet zahlreiche Städte und Gemeinden der Landkreise und Kreise Kassel, Northeim, Werra-Meißner und Hersfeld-Rotenburg. Benannt ist der Pfad nach Frau Holle, dem Titel und der Hauptfigur eines der bekannten Märchen aus Grimms Märchen.

## Geschichte und Wissenswertes
Der Frau-Holle-Pfad wurde vom Hessisch-Waldeckischen Gebirgs- und Heimatverein (HWGHV) erarbeitet. Anhand von Schautafeln entlang des Pfades kann man sich unter anderem über Märchen und Sagen der Brüder Grimm informieren. Zudem trugen Heimat- und Geschichtsvereine viele Informationen über örtliche Begebenheiten auf Schautafeln bei. Mancherorts trifft man auf Skulpturen.

## Verlauf
Etappe 1 (Bad Karlshafen → Gieselwerder; 19 km):

Der Frau-Holle-Pfad beginnt im nordhessischen Bad Karlshafen (ca. 99 m ü. NHN), der niedrigsten Stelle des Pfades. Er teilt sich zu Beginn die Strecke mit dem Märchenlandweg und führt oberhalb des Oberen Wesertals in Richtung Gewissenruh durch den Nordteil des Reinhardswaldes. Auf dieser Teilstrecke fällt der Blick auf das jenseits der Weser gelegene Wahmbeck mit dortigem Kahlberg (224,7 m) sowie auf die diesseits des Flusses befindliche Abzweigung zur Gierseilfähre Märchenfähre, die über den Fluss zum Dorf Lippoldsberg fährt. Einiges südlich von Gewissenruh erreicht er bei Tangieren der am Weser-Zufluss Trumbach (auch Lumbach genannt) liegenden Freilichtausstellung Der Mühlenplatz (ca. 3.000 m²; Miniaturnachbildungen von z. B. Burgen, Mühlen und Schlössern) Gieselwerder.
Etappe 2 (Gieselwerder → Veckerhagen; 25 km):

Von Gieselwerder führt der Pfad über die Weser und kurz darauf durch das am Flussufer gelegene Oedelsheim, wo er den Märchenlandweg kreuzt. Fortan verläuft er durch die Nordausläufer des Bramwaldes, wo er nach Südniedersachsen wechselt und Bursfelde durchläuft, das an der Mündung der Nieme in die Weser liegt. Anschließend führt er durch den eigentlichen Bramwald und zugleich im Naturpark Münden an der Bramburg (210 m) vorbei und erreicht das Dorf Hemeln. Dort setzt man zwecks kurzem Abstecher mit der Weserfähre Veckerhagen nach Veckerhagen zum Westufer der Weser über. Am dortigen Fähranleger sind einer Texttafel Informationen aus der nordhessischen Märchen- und Sagenwelt über die Riesentöchter Brama (→ Bramburg), Saba (→ Sababurg), Trendula (→ Burg Trendelburg) zu entnehmen.
Etappe 3 (Veckerhagen → Hann. Münden; 19 km):

Nach dem Abstecher nach Veckerhagen kehrt man mit der Fähre zum Ostufer der Weser nach Hemeln zurück, und der Pfad verläuft aufwärts vorbei am Forsthaus Röhrmühle in den Bramwald. Darin führt er am Vaaker Berg (380,1 m) an Starmkes Häuschen vorbei, einer Schutzhütte nebst Quellteich des Weser-Zuflusses Stramker Bach, und verläuft weiter etwa in Richtung Süden. Danach führt er im Tal der Schede durch Volkmarshausen und jenseits davon auf dem 13-Brückenweg vorbei an der Weserliedanlage auf dem Questenberg, wo auch der Studentenpfad vorbeikommt. Von dort aus sieht man das südniedersächsische Hann. Münden. Dann führt der Pfad durch die unterhalb der Anlage am Zusammenfluss von Werra und Fulda zur Weser – markiert durch die Wesersteine – gelegene Stadt.
Etappe 4 (Hann. Münden → Trubenhausen; 29 km):

Von Hann. Münden führt der Pfad hinauf in den Kaufunger Wald, wo er die Bundesautobahn 7 überquert. Danach führt er vorbei am Abzweig zum Wildgehege Rinderstall, am Hühnerfeld, am Großen (541,8 m) und Kleinen Steinberg (541,9 m), am Steinbergskopf (ca. 532 m) und am Abzweig zum Naturfreundehaus Steinberghaus über den Haferberg (580,4 m) zur Passhöhe Umschwang (446 m). Im Bereich von Haferberg und Umschwang stoßen die Grenzen von Naturpark Münden und Geo-Naturpark Frau-Holle-Land (Werratal.Meißner.Kaufunger Wald) aneinander. Jenseits des Passes erreicht der Pfad endgültig den zuletzt genannten Naturpark, während er in Gipfelnähe den Mühlenstein (607,2 m) passiert. Über den Bilstein (641,2 m; mit Aussichtsturm) führend und den Roten See (520 m) passierend gelangt er nach Trubenhausen im Tal der Gelster.
Etappe 5 (Trubenhausen → Hoher Meißner; 16 km):

Von Trubenhausen verläuft der Pfad jenseits des Gelstertals hinauf nach Weißenbach, über das Bühlchen (537,2 m) und den Bergsattel am Heiligenberg (583,4 m), vorbei am Tagebau Bransrode. Von hier aus ist ein Abstecher zum Frau-Holle-Teich (623 m) möglich. Dann erreicht der Pfad die Kasseler Kuppe (753,6 m), der höchsten Erhebung von Hohem Meißner und Frau-Holle-Pfad.
Etappe 6 (Hoher Meißner → Sontra; 27 km):

Vom Hohen Meißner führt der Pfad vorbei am Dorf Rodebach. Hier verlässt er den Geo-Naturpark Frau-Holle-Land und verläuft abschnittsweise im Tal des Rodebachs. Daraufhin führt er nach Waldkappel an der Wehre. Jenseits der Wehre verläuft er im Stölzinger Gebirge knapp vorbei am Gipfel des Mäusebergs (415,4 m) mit dem Aussichtsturm Pionierturm. Danach führt der Pfad hinab ins Tal des Hosbachs nach Kirchhosbach. Anschließend verläuft er über den Alpstein (399 m) und vorbei am Gut Urlettig nach Sontra im Tal der Sontra.
Etappe 7 (Sontra → Hönebach; 23 km):

Von Sontra verläuft der Pfad im Richelsdorfer Gebirge durch den ehemaligen Standortübungsplatz der Husaren-Kaserne nach Lindenau. Danach führt er in Richtung Nentershausen zum Abzweig der etwas abseits des Pfades gelegenen Burg Tannenberg (351 m). Dort kreuzt er den Wartburgpfad. Den Herzberg (478,2 m), der höchsten Erhebung des Richelsdorfer Gebirges, im Halbkreis umrundend, führt der Pfad durch das kleine Dorf Bauhaus. Weiter südlich verläuft er abschnittsweise entlang des Suhl-Quellbachs Pfaffengraben, vorbei am Hof Bellers und an der Ruine des Jagdschlosses Blumenstein (350 m), die Bundesautobahn 4 unterquerend, nach Hönebach.
Etappe 8 (Hönebach → Schenklengsfeld; 27 km):

Von Hönebach führt der Pfad im Seulingswald etwa parallel zur A 4 zur Wüstung Hammundeseiche (440 m). Anschließend führt er weiter nach Friedewald und von dort vorbei am Dreienberg (524 m) nach Lautenhausen. In dieser Region kreuzt der Lulluspfad. Nach Passieren der Burgruine Landeck (470 m) am Hang des Landecker Bergs (510,9 m) im einstigen Landecker Amt erreicht der Pfad den Kernort der Gemeinde Schenklengsfeld.

## Etappenübersicht
Der Frau-Holle-Pfad besteht aus insgesamt 8 Etappen – jeweils mit ungefährer Länge in Kilometern (km):
|   | von            | nach            | Länge  |
| - | -------------- | --------------- | ------ |
| 1 | Bad Karlshafen | Gieselwerder    | 19 km  |
| 2 | Gieselwerder   | Veckerhagen     | 25 km  |
| 3 | Veckerhagen    | Hann. Münden    | 19 km  |
| 4 | Hann. Münden   | Trubenhausen    | 29 km  |
| 5 | Trubenhausen   | Hoher Meißner   | 16 km  |
| 6 | Hoher Meißner  | Sontra          | 27 km  |
| 7 | Sontra         | Hönebach        | 23 km  |
| 8 | Hönebach       | Schenklengsfeld | 27 km  |
|   |                | Gesamt:         | 185 km |